# Those Were the Days (canción)
«Those Were the Days» es una canción compuesta por Boris Fomin (1900-1948) pero atribuida a Gene Raskin, quien puso una nueva letra en inglés a la canción romántica rusa de Fomin «Dorogoi dlinnoyu», con letra del poeta Konstantin Podrevsky. Trata de la nostalgia de la juventud y el idealismo romántico. También trata de las actividades tabernarias, que incluyen beber, cantar y bailar.
La cantante galesa Mary Hopkin versionó Those Were the Days como su sencillo de debut en 1968. Producida por Paul McCartney de los Beatles y arreglada por Richard Hewson, la versión se convirtió en un número uno en el Reino Unido y Canadá, y también alcanzó el número dos en EE. UU. en el Billboard Hot 100, por detrás de Hey Jude de los Beatles. Fue número uno en la primera edición del Hit Parade Nacional francés lanzado por el Centre d'Information et de Documentation du Disque. La canción apareció en la versión estadounidense del álbum de debut Post Card.
La cantante georgiana Tamara Tsereteli (1900-1968) y el cantante ruso Alexander Vertinsky realizaron las que probablemente fueron las primeras grabaciones de la canción, en 1925 y 1926 respectivamente.
La canción aparece en la película británica/francesa de 1953 Inocentes en París, en la que la canta, con su letra original rusa, la cantante rusa de tzigane Ludmila Lopato. La grabación de Mary Hopkin de 1968, con letra de Gene Raskin, fue un éxito en las listas de éxitos de gran parte del hemisferio norte. En la mayoría de las grabaciones de la canción, Raskin aparece como el único autor, aunque solo escribió la letra inglesa posterior, que no es una traducción inglesa de la letra rusa, y no la música.
A principios de la década de 1960, Raskin, junto con su esposa Francesca, tocaba música folk por el Greenwich Village de Nueva York, incluida la White Horse Tavern. Raskin, que había crecido escuchando la canción, y su mujer, escribieron una nueva letra en inglés para la antigua música rusa, y luego registraron los derechos de autor tanto de la música como de la letra a su nombre. Posteriormente, los Limeliters publicaron una grabación de la canción en su LP Folk Matinee, de 1962.
Los Raskins eran artistas internacionales y tocaban todos los años en el «Blue Angel» de Londres, cerrando siempre su espectáculo con la canción. Paul McCartney frecuentaba el club y, encantado con la canción, intentó que varios cantantes o grupos, incluidos los primeros Moody Blues, la grabaran.
Al no conseguirlo, tras la formación de la propia discográfica de los Beatles, Apple Records, McCartney grabó inmediatamente a Mary Hopkin interpretando la canción en los estudios Abbey Road de Londres. Más tarde dijo: «Pensé que era muy pegadiza, que tenía algo, que era un buen tratamiento de la nostalgia... (Hopkin) la cogió con mucha facilidad, como si la conociera desde hacía años». La canción acabó siendo grabada en más de veinte idiomas y por muchos artistas diferentes, incluidos Gene y Francesca.
La canción fue un éxito en muchos países. En noviembre de 1968, la RIAA estadounidense le concedió la certificación de oro.
El 25 de octubre de 2010, Apple Records publicó Come and Get It: The Best of Apple Records, que incluía las grabaciones originales de Those Were the Days y Goodbye. El álbum recopilatorio de grandes éxitos contenía canciones de artistas que firmaron con el sello discográfico de los Beatles, Apple, entre 1968 y 1973, siendo el primer recopilatorio multiartista de Apple.
En la Navidad de 1969, el Presidente de Guinea Ecuatorial, Francisco Macías Nguema, mandó ejecutar a 150 presuntos golpistas en el estadio nacional, mientras en el sistema de amplificación sonaba la grabación de Mary Hopkin de «Those Were the Days».